# Oedemera podagrariae podagrariae
Oedemera podagrariae podagrariae é uma subespécie de insetos coleópteros polífagos pertencente à família Oedemeridae.
A autoridade científica da subespécie é Linnaeus, tendo sido descrita no ano de 1767.
Trata-se de uma subespécie presente no território português.